# Певзнер, Николаус
Николаус Бернхард Леон Пе́взнер (англ. Sir Nikolaus Bernhard Leon Pevsner, 30 января 1902, Лейпциг — 18 августа 1983, Лондон) — немецко-британский историк искусства специализировавшийся в основном на истории архитектуры. Более всего известен как автор фундаментального 46-томного сочинения «The Buildings of England» («Здания Англии»), над которым работал с 1951 по 1974 год и которое считается одним из самых значительных искусствоведческих трудов XX века.

## Биография
Николаус Певзнер родился в Лейпциге в эмигрировавшей из Российской Империи еврейской семье меховщика Гуго (Гилеля) Певзнера (1869—1940), уроженца Шклова, и Анны Савельевны (в девичестве Перельман, 1876—1942), родом из осевшей в Москве жагорской семьи. Его мать приходилась племянницей почётному консулу Мексики в Москве Василию Блидину. После окончания Школы святого Фомы Николаус изучал историю искусств в университетах Мюнхена у Генриха Вёльфлина, Берлина у Адольфа Гольдшмидта и Франкфурта-на-Майне у Рудольфа Кауча. Под руководством Вильгельма Пиндера в 1924 году Певзнер защитил в Лейпцигском университете докторскую диссертацию о барочных купеческих домах Лейпцига. С 1924 по 1928 год был помощником хранителя картинной Галереи старых мастеров в Дрездене. В 1928 году написал статью об итальянском барокко для энциклопедии о европейском искусстве «Handbuch der Kunstwissenschaft». С 1929 по 1933 год преподавал в Гёттингенском университете, где вёл специальный курс истории архитектуры и искусства на английском языке.
В 1933 году, после прихода к власти в Германии нацистов, был вынужден из-за своего происхождения уйти в отставку и в том же году эмигрировал в Великобританию, где впоследствии преподавал в университете Бирмингема, а также писал статьи об искусстве для целого ряда изданий и был оценщиком старинной мебели для антикварных салонов. Известно, что он резко отрицательно относился к гитлеризму, но при этом всецело поддерживал стремление нацистов создать «чистое» искусство. В 1940 году был на несколько месяцев арестован. С 1942 по 1969 год преподавал в Биркбеке Лондонского университета, став профессором искусств, также на протяжении почти тридцати лет преподавал в Кембридже, с 1968 года — также в Оксфорде, будучи слэйдовским профессором обоих университетов.
С 1946 по 1950 год Николаус Певзнер вёл телепередачу об искусстве на канале BBC. В 1951 году начал работу над главным трудом своей жизни — «The Buildings of England» («Здания Англии»). С 1953 года был редактором энциклопедического издания Penguin, «The Pelican History of Art series», некоторые тома которого ныне признаются классикой искусствоведения. В 1957 году стал одним из основателей благотворительного Викторианского общества, став в 1964 году его председателем; с 1960 по 1970 год входил в состав Национального консультативного совета по художественному образованию.

## Основные публикации
- Pioneers of the Modern Movement (Faber, 1936)
- An Enquiry into Industrial Art in England (1937)
- Academies of Art, Past and Present (1940)
- An Outline of European Architecture (1943)
- The Leaves of Southwell (King Penguin series), Penguin, 1945
- Pioneers of Modern Design (originally published as Pioneers of the Modern Movement in 1936; 2nd edition, New York: Museum of Modern Art, 1949; revised and partly rewritten, Penguin Books, 1960)
- The Buildings of England series (1951-74)
- The Englishness of English Art (1956, print edition)
- Christopher Wren, 1632—1723 (1960; issued as part of the Universe Architecture Series)
- The Sources of Modern Architecture and Design (1968)
- A History of Building Types (1976)
- Pevsner: The Complete Broadcast Talks (Ashgate, 2014; published posthumously)

## Признание
В 1965 году Певзнер был избран членом совета Британской академии, в 1967 году награждён Золотой медалью Королевского института британских архитекторов.
Приняв британское подданство в 1946 году, Певзнер был награждён Орденом Британской империи в 1953 году и в 1969 году был посвящён в рыцари «за заслуги в искусстве и архитектуре». В 1975 году получил медаль Альберта.